# Robert Gustafsson
Carl Robert Olof Gustafsson (nacido el 20 de diciembre de 1964 en Katrineholm, Suecia) es un comediante, actor y miembro del teatro cómico Killinggänget, llamado en ocasiones «el hombre más divertido de Suecia».

## Estilo de comediante
Si bien Killinggänget es conocido principalmente por su uso de la ironía y las referencias a la cultura pop, Gustafsson generalmente emplea un estilo de comedia más tradicional y físico, como payasadas e interpretando personajes con personalidades muy exageradas. Es bien conocido por su variedad de voces y acentos, y su tendencia a interpretar a personas que terminan lastimándose. Este estilo es mucho más pronunciado cuando trabaja solo o con otras personas, fuera de Killinggänget.
Algunos de los papeles que Gustafsson ha interpretado incluyen:
- Greger: Un bombero obviamente gay vestido con una falda escocesa.
- Varias personas mayores: Gustafsson es conocido por retratar a personas ancianas y, a menudo, bastante seniles.
- Bertil: un jardinero propenso a los accidentes que tiene su propio programa de televisión Lost in my own garden (en español: Perdido en mi propio jardín). Este papel se inspiró en un espectáculo de jardinería sueco de la década de 1980 en el que, en un episodio, el anfitrión se cortó accidentalmente el pulgar con un cuchillo, pero siguió adelante como si nada hubiera pasado. Se ha recordado que laa parodia de Julia Child y Dan Aykroyd también podría haberse inspirado en este incidente. Este papel dio lugar a algunas de las comedias algo más gore de Gustafsson.

Adicionalmente, Gustafsson es un hábil imitador, y sus muchas imitaciones famosas incluyen a Ingmar Bergman, Sven Wollter, Ernst-Hugo Järegård, Tony Rickardsson, Robert Aschberg y Magnus Härenstam, así como a los exprimeros ministros suecos Göran Persson y Carl Bildt.

## Fama
Gustafsson es uno de los comediantes más famosos y queridos de Suecia, habiendo aparecido en muchos programas de televisión y películas. También ha aparecido en la televisión noruega, en el programa Åpen Post . Además de su trabajo icónico con Killinggänget, ha sido una piedra angular del entretenimiento sueco durante muchos años. Ha actuado en comedias de situación como Rena rama Rolf, y ha sido invitado habitual en programas de comedia como Gäster med gester y Parlamentet, un popular programa similar a If I Ruled the World de la BBC.

## Filmografía
- 2018 - Serie de televisión The Truth Will Out (Peter Wendel), temporada 1, episodios 8.[3]
- 2016 - El hombre de 101 años que se saltó el proyecto de ley y desapareció
- 2013 - El hombre de cien años que salió por la ventana y desapareció (Allan Karlsson)
- 2009 - Ice Age: Dawn of the Dinosaurs (en el doblaje sueco de esta película animada, como Sid)
- 2007 - ¡Hjälp!
- 2006 - Jul i Tøyengata - Julekalender de TVnorge
- 2006 - Ice Age: The Meltdown (en el doblaje sueco de Sid)
- 2005 - En diciembredröm - Julkalendern 2005 de SVT
- 2005 - Robotar ( Robots ) (en el doblaje sueco de Fender)
- 2004 - Fyra nyanser av brunt
- 2003 - Skenbart - en film om tåg
- 2002 - Ice Age (en el doblaje sueco de Sid)
- 2001 - Monstruos, Inc. (en el doblaje sueco de Mike Wazowski)
- 1999 - Fyra små filmer; Torsk på Tallinn
- 1997 - Lilla Jönssonligan på styva linan
- 1996 - Att stjäla en tjuv
- 1995 - Alfred
- 1994 - Lujuria
- 1993 - Sunes sommar
- 1993 - Drömkåken
- 1991 - Underjordens hemlighet
- 1985 - Skrotnisse och hans vänner (voz en off)

En 2004, su actuación en Fyra nyanser av brunt le valió un premio Guldbagge al mejor actor en un papel principal.

## Polémica
En febrero de 2014, en el programa satírico SNN News se transmitió un sketch en el que Gustavsson interpretaba a un «representante de los sámi», un pueblo indígena sueco. El sketch fue tildado de racista con el pueblo sami, tanto en los medios nacionales como en Noruega, donde viven la mayoría de los sami. Más de cincuenta espectadores se quejaron sobre el sketch a la Myndigheten för radio och tv, la autoridad de vigilancia de los medios de comunicación suecos.